# Robert Lewis Taylor
Robert Lewis Taylor (Carbondale, 24 settembre 1912 – Southbury, 30 settembre 1998) è stato uno scrittore statunitense vincitore del Premio Pulitzer per la narrativa nel 1959 per il romanzo The Travels of Jaimie McPheeters.

## Biografia
Robert Lewis Taylor nasce il 24 settembre 1912 a Carbondale, nell'Illinois.
Laureatosi nel 1933 all'Università dell'Illinois, entra nel 1939 nella redazione del New Yorker dove rimane per circa un ventennio.
Il suo esordio nella narrativa avviene nel 1947 con il romanzo Adrift in a Boneyard, ma il successo arriva due anni dopo con la biografia dell'attore W. C. Fields (W. C. Fields His Follies and Fortunes). Seguono altri romanzi e biografie (tra le quali spiccano quella di Winston Churchill e della proibizionista Carrie Nation) culminate con la conquista del Premio Pulitzer nel 1959 con The Travels of Jaimie McPheeters, opera che diverrà prima una serie TV e poi un film.
Muore a 86 anni il 30 settembre 1998 a Southbury, nel Connecticut.

## Opere

### Romanzi
- Adrift in a Boneyard (1947)
- Doctor, Lawyer, Merchant, Chief (1948)
- Professor Fodorski (1950)
- The Running Pianist (1950)
- The Bright Sands (1954)
- Center ring: the people of the circus (1956)
- The Travels of Jaimie McPheeters (1958)
- Viaggio a Matecumbe (A Journey to Matecumbe) (1961), Milano, Mondadori, 1964
- Two Roads To Guadalupe (1964)
- A Roaring in the Wind (1978)
- Niagara (1980)

### Biografie
- W. C. Fields His Follies and Fortunes (1949)
- Winston Churchill: An Informal Study of Greatness (1952)
- Vessel of Wrath: The Life and Times of Carry Nation (1966)

## Filmografia
- La volpe di Londra (The Silken Affair) regia di Roy Kellino (1956) (soggetto e sceneggiatura)
- The Travels of Jaimie McPheeters  (Serie TV) (1963-1964) (1 episodio)
- Il californiano (Guns of Diablo) regia di Boris Sagal (1965) (soggetto)
- Disneyland (Serie TV) (1977) (1 episodio)